# Royal Mint

Logo der Royal Mint

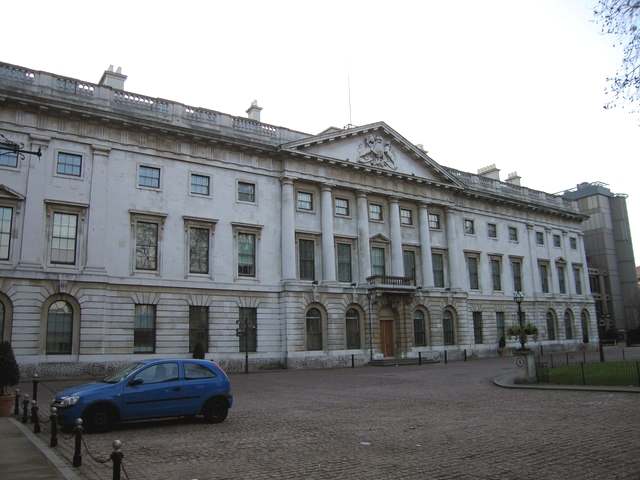
Gebäude der Royal Mint von 1880

The Royal Mint um 1910

Die Royal Mint (deutsch „Königliche Münzanstalt“) ist die Münzprägeanstalt des Vereinigten Königreichs. Sie wurde 886 gegründet und hatte ihren Sitz fast 1100 Jahre lang in London. Seit 1980 befindet sie sich in Llantrisant im Süden von Wales. Die Royal Mint ist seit 2009 ein rechtlich eigenständiges Unternehmen, das zu 100 Prozent im Besitz der HM Treasury ist und mit ihr einen exklusiven Vertrag zur Herstellung britischer Münzen hat. Außerdem stellt sie Münzen für zahlreiche andere Staaten her. Hinzu kommen diverse andere Prägungen wie zum Beispiel die Medaillen für die Olympischen Spiele in London 2012. Im Jahr 2011 beschäftigte die Royal Mint 765 Personen.

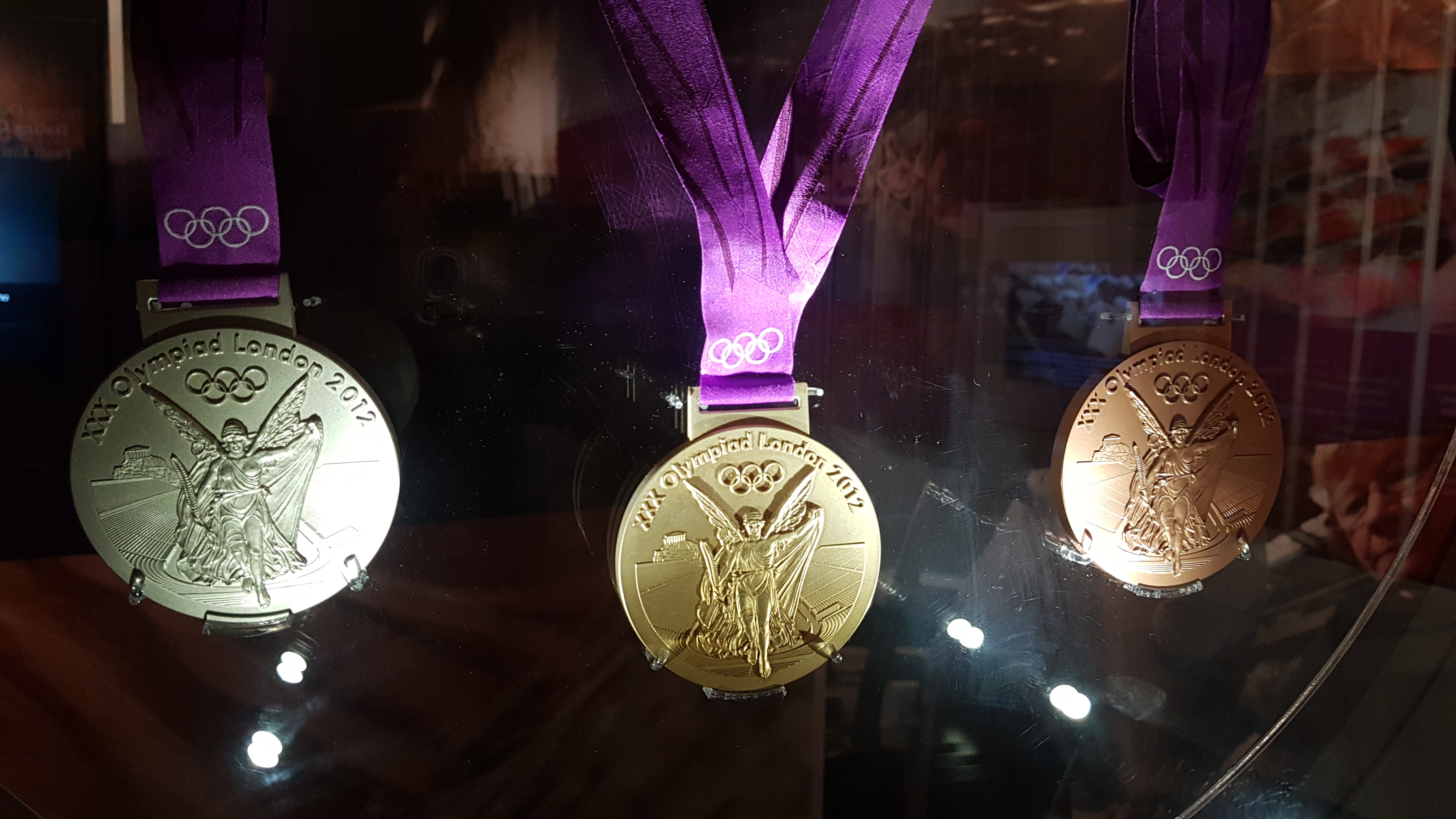
Medaillen der Olympischen Sommerspiele in London 2012

## Geschichte
Eine Münzprägestätte in London ist seit dem Jahr 886 überliefert, während der Herrschaft von Alfred dem Großen. Diese London Mint war damals aber lediglich eine von vielen in England. 1279 zog sie in den Tower of London, wo sie für mehr als fünfhundert Jahre blieb. Im 16. Jahrhundert erlangte sie das Monopol. Ab 1547 war ein Master of the Mint (Münzmeister) für die Prägungen verantwortlich, ab 1572 prüfte ein Warden of the Mint (Münzwardein) die Münzen auf ihren Feingehalt und bekämpfte die Falschmünzerei. Sir Isaac Newton trat 1696 das Amt des Warden an, drei Jahre später jenes des Master. 1717 stellte er inoffiziell das Pfund Sterling vom Silberstandard auf den Goldstandard um.
Während Newtons Amtszeit expandierte die Royal Mint und war in mehreren einfachen hölzernen Gebäuden rund um die Außenmauer des Towers untergebracht. Im 17. Jahrhundert wurde die Herstellung von Münzen mechanisiert und man installierte Walz- und Pressgeräte. Die neuen Maschinen erschwerten die Falschmünzerei, nahmen aber auch viel Platz ein, so dass es gelegentlich zu Meinungsverschiedenheiten mit der Garnison kam. Nach dem Ausbruch der Koalitionskriege fiel der Beschluss, aus dem Tower auszuziehen. Das neue klassizistische Gebäude in East Smithfield in der Nähe des Tower, erbaut von James Johnson und Robert Smirke, konnte 1809 bezogen werden. Der Umzug war 1812 abgeschlossen.
In den 1880er Jahren wurde das Gebäude umgebaut und erweitert. Die Royal Mint passte sich laufend dem technischen Fortschritt an. Während des Zweiten Weltkriegs musste die Produktion mehrmals unterbrochen werden, da Luftangriffe große Schäden anrichteten. Vor der Umstellung des Pfunds auf das Dezimalsystem (1971) stieß die Royal Mint an ihre Kapazitätsgrenzen, da der gesamte Münzbestand neu geprägt werden musste und die ausländischen Kunden nicht vernachlässigt werden konnten. Die Royal Mint errichtete ein neues Werk in Llantrisant, etwa 15 Kilometer nordwestlich von Cardiff. Königin Elisabeth II. eröffnete am 17. Dezember 1968 die erste Bauetappe. Im Verlaufe der nächsten sieben Jahre verlegte die Royal Mint ihre Produktion schrittweise nach Llantrisant. In London wurde die letzte Münze im November 1975 geprägt. Das Londoner Gebäude aus dem Jahr 1809 wurde später von Barclays genutzt.

## Planungen für die Nutzung als chinesische Botschaft
Das Gebäude mit dem umgebenden Gelände (insgesamt 20.000 Quadratmeter) wurde im Jahr 2018 von der Volksrepublik China für den Kaufpreis von 255 Millionen £ erworben. Später wurden Pläne bekannt, dass das Gebäude als Botschaft der Volksrepublik China mit mehr als 200 Mitarbeitern genutzt werden solle. Die Botschaft wäre in diesen Ausmaßen und Dimensionen die größte Botschaft Europas. Dagegen erhoben sich Proteste von Anwohnern, die regelmäßige Demonstrationen von Regimegegnern Chinas vor der neuen Botschaft fürchteten. Außerdem wurde kritisiert, dass damit der Volksrepublik China ein unangemessen prominenter Platz in der Mitte Londons (in der Nähe des Tower of London) eingeräumt werde. Es gab Befürchtungen, dass die zahlreichen in der Nähe verlaufenden Glasfaserkabel der City of London von der Botschaft aus digital ausspioniert werden könnten.